# 豊橋市立石巻中学校
豊橋市立石巻中学校（とよはししりついしまきちゅうがっこう）は愛知県豊橋市石巻本町にある公立中学校。

## 概要
校訓は「自主共同・進取創造・質実剛健」。中学校区は玉川・西郷・嵩山・石巻・賀茂の5つの小学校区から成っており、豊橋市内の中学校の中で最も広い校区をもち、生徒の9割以上が自転車通学をしている。
豊かな自然を活かしたのびのびとした教育が特徴である。また、駅伝部は全国大会にも数度出場している強豪として知られている。

## 沿革
- 1947年（昭和22年）　前身の石巻村・賀茂村・金沢村組合立祥南中学校が成立。
- 1949年（昭和24年）　賀茂村・金沢村組合立双和中学校が開設され、これと別に石巻村立石巻中学校が設立。
- 1955年（昭和30年）　八名郡石巻村の豊橋市編入に伴い、校名が豊橋市立石巻中学校へ。
- 1958年（昭和33年）　双和中学校が廃止され、賀茂小学校区が校区に編入。

## 施設
校庭の周りには緑陰がある。校舎は鉄筋コンクリートで造られており本舎4階建て北校舎3階建てで、そのほかに体育館、石祥館と呼ばれる道場がある。また北校舎の北側には25mプールがある。

## 主な行事
- 茶摘み - 校内に植えられた茶の木から生徒達の手で新茶を摘み取る行事。
- 新茶を味わう会 - 茶摘みで摘んだお茶を味わう行事。

## 部活動
- 陸上部

```
 
駅伝
部 (季節限定)
```

- ソフトテニス部
- ハンドボール部
- バレーボール部（女子）
- バスケットボール部（男子）
- 柔道部
- 弓道部
- 帰宅部部
- 吹奏楽部

```
 
美術
部
```

## 通学地区内の名所
- 石巻山
- 石巻神社
- 賀茂しょうぶ園
- 月ヶ谷城
- 五本松城
- 西川城
- 嵩山宿
- 山本勘助のゆかりの地

## アクセス
- 豊鉄バス豊橋和田辻線　和田辻バス停下車、徒歩約3分